# Sicon
Sicon è un personaggio biblico vissuto tempi dell'Esodo. Nel Libro dei Numeri è presentato come uno di due potenti re amorrei che dominavano la Transgiordania, che avevano strappato al regno di Moab. Il regno di Sicon si estendeva tra i fiumi Arnon e Iabbok e la capitale era Chesbon, espugnata dagli Israeliti e più tardi riconquistata da Moab. Il profeta Geremia ancora la chiamerà "la città di Sicon".

## Il racconto biblico
Sicon era re di Chesbon quando gli Ebrei, usciti dall'Egitto, peregrinavano per il deserto alla ricerca di una via per entrare in Canaan, la Terra Promessa da Dio. Similmente a come avevano fatto nei confronti del re di Edom, gli Israeliti, guidati da Mosè, chiesero a Sicon il diritto di attraversare il suo territorio, assicurando di non avere intenzioni ostili e promettendo di pagare per l'acqua e i viveri che avrebbero preso al loro passaggio. Sicon per tutta risposta radunò il suo esercito e attaccò battaglia, finendo però rovinosamente sconfitto. Con l'aiuto del Signore, gli Israeliti conquistarono il regno di Sicon e passarono a fil di spada i suoi abitanti. Og, un secondo re amorreo della Transgiordania, subirà di lì a poco lo stesso destino. Gli Israeliti in questo modo occuparono un territorio fertile e si garantirono una solida testa di ponte per la successiva conquista di Canaan. La sconfitta di Sicon e Og suscitò forte impressione negli altri re locali, seminando paura e sconforto e facilitando la campagna di conquista narrata nel Librò di Giosuè. Nella suddivisione della Terra Promessa tra le Dodici Tribù d'Israele, la regione transgiordanica andò alle tribù di Gad, Ruben e ad una metà della tribù di Manasse. Il nome "paese di Sicon"  persistette fino ai tempi di Re Salomone per indicare il territorio affidato al dodicesimo prefetto di tale re.